# Ezechiel
| Nevi’im (Propheten) des Tanach                                                      |
| ----------------------------------------------------------------------------------- |
| Vordere Propheten                                                                   |
| - Buch Josua - Buch der Richter - Samuel (1. und 2. Buch) - Könige (1. und 2. Buch) |
| Hintere Propheten                                                                   |
| - Jesaja - Jeremia - Ezechiel - Zwölfprophetenbuch                                  |

| Schriftpropheten des Alten Testaments                                                                    |
| --- |
| Große Propheten                                                                                          |
| - Jesaja - Jeremia - Klagelieder Jeremias - Baruch mit Brief des Jeremia - Ezechiel - Daniel (+ Zusätze) |
| Kleine Propheten                                                                                         |
| - Hosea - Joel - Amos - Obadja - Jona - Micha - Nahum - Habakuk - Zefanja - Haggai - Sacharja - Maleachi |
| Namen nach dem ÖVBE Kursiv: Katholischer Deuterokanon                                                    |

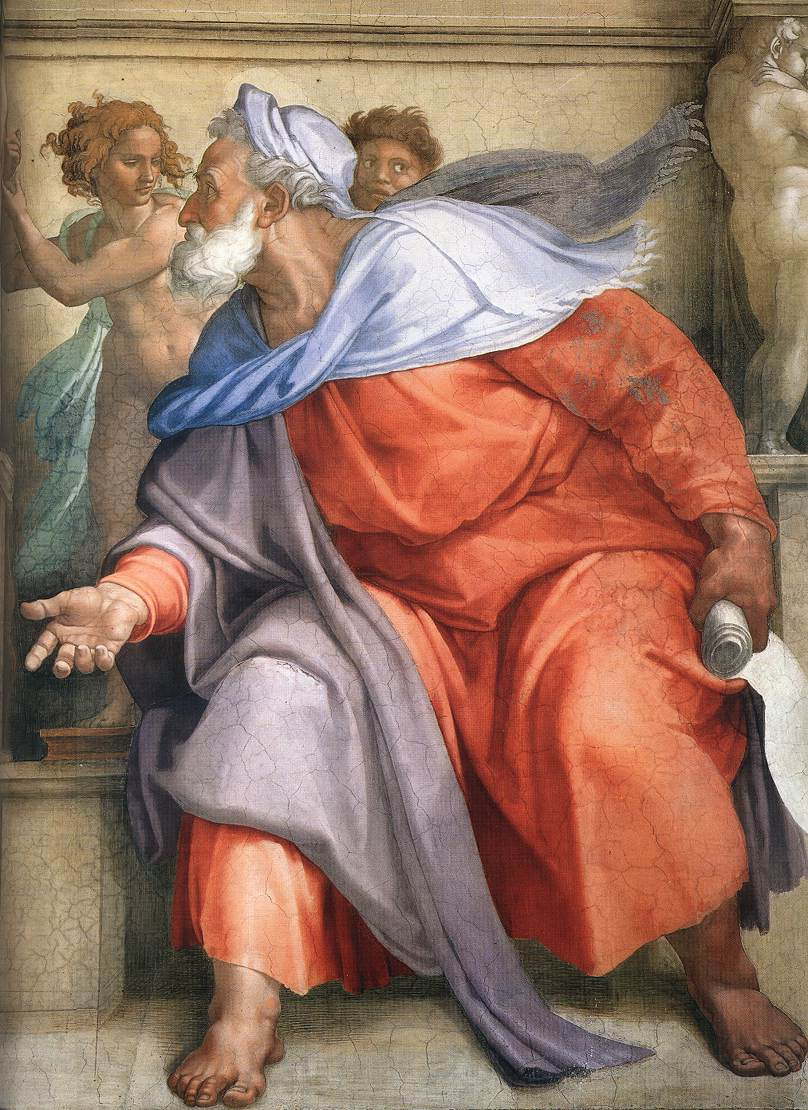
Fresko in der sixtinischen Kapelle von Michelangelo, 1510

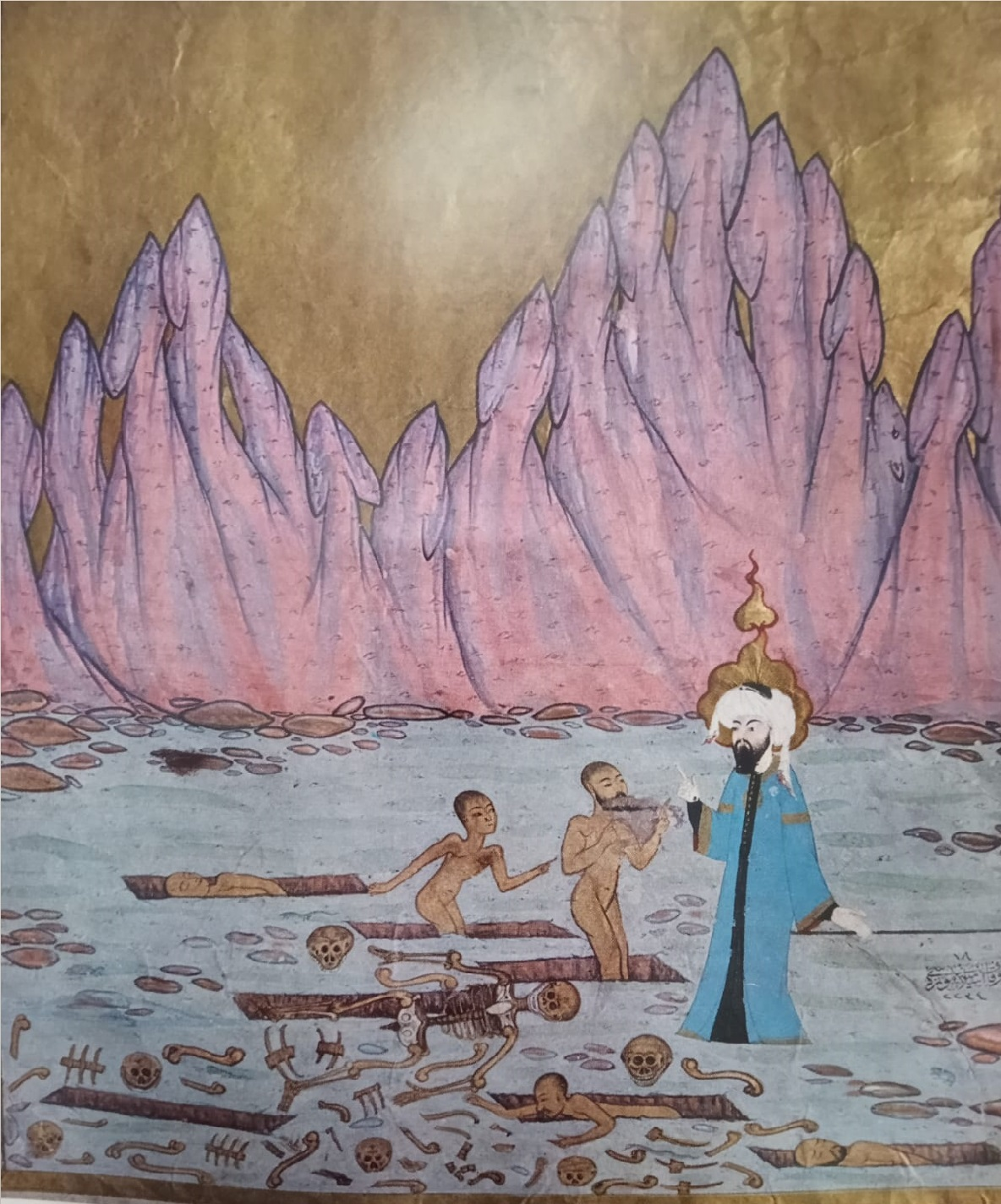
Gott hat auf Wunsch des Propheten Ezechiel die Toten auferweckt. Ezechiel, dargestellt mit einem Heiligenschein in Flammenform, steht in einer Wüste, in der Schädel und Knochen verstreut liegen.

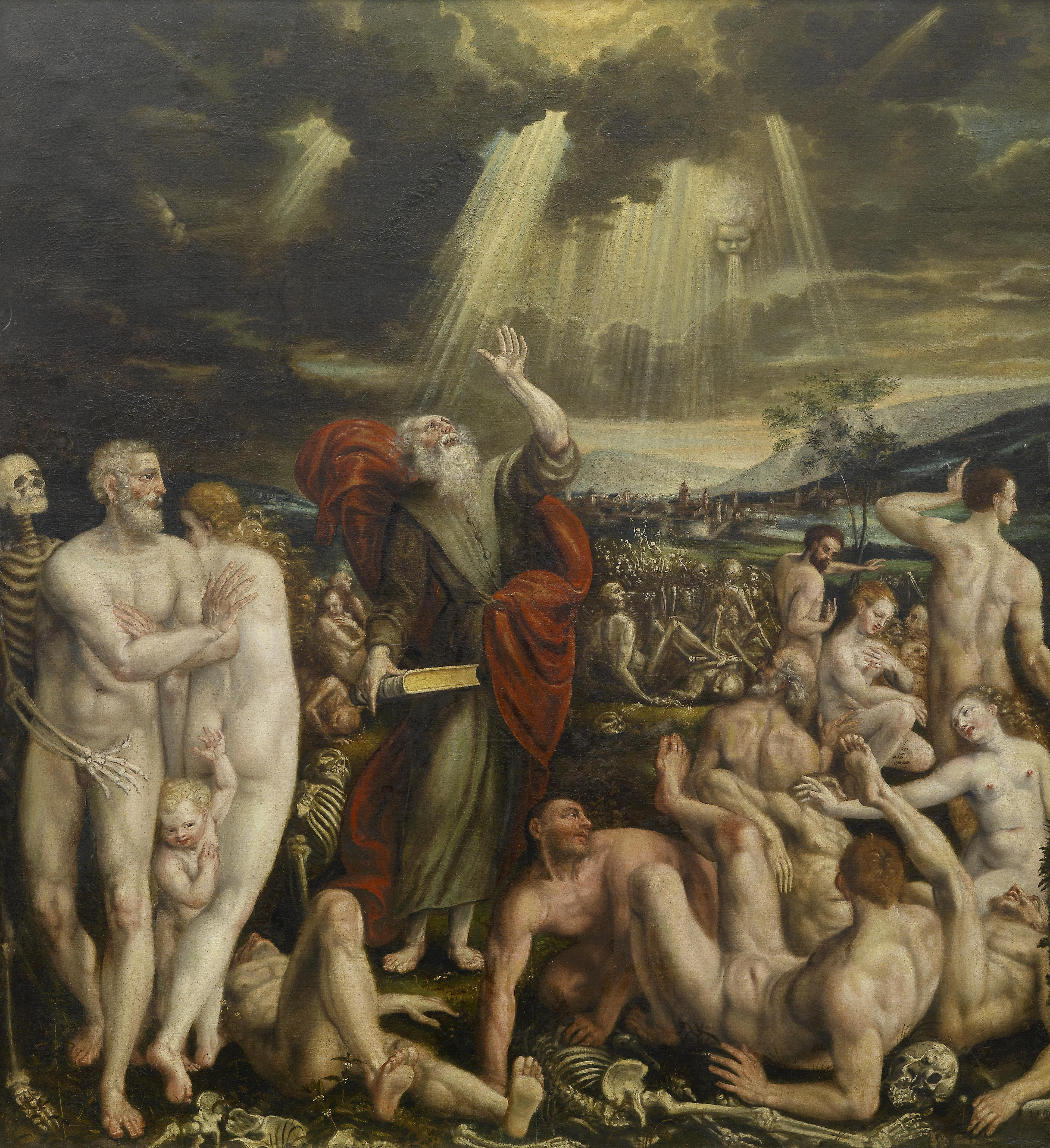
Ezekiels Vision des Tals der trockenen Knochen von Quentin Massys der Jüngere, 1589

Ezechiel [eˈtsɛçiɛl] oder Hesekiel [heˈzeːkiɛl], hebräisch יְחֶזְקֵאל jəḥæskēʾl, heißt einer der großen Schriftpropheten und der ihm zugeschriebene Text bzw. das gleichnamige Buch des Tanach bzw. Alten Testaments. Es entstand im 6. Jahrhundert v. Chr. im babylonischen Exil und schildert Visionen und Symbolhandlungen des Propheten.

## Name

### Etymologie
Der Name יְחֶזְקֵאל jəḥæskēʾl entwickelte sich aus dem Namen יְחֶזְקְאֵל jəḥæskəʾēl bzw. יֶחֱזַקְאֵל jæḥæsakəʾēl und setzt sich aus der Wurzel חזק ḥsk (Qual für den Piel) und אֵל ʾēl zusammen und bedeutet: „Gott stärkt“ bzw. „Gott möge stärken“.

### Schreibung des Namens
Das Griechische Alte Testament gibt den Namen unregelmäßig als Ιεζεκιηλ Iezekiēl wieder: Die Silbe חֶ ḥæ entfällt, für das Schwa wird wohl in Anlehnung an ein Schwa Mobile, ein ε e nach dem ζ z (hebräisch זְ s) eingeschoben und zwischen κ k und η ē ein ι i ergänzt (hebräisch קֵ kē). Nach den Transkriptionen anderer Namen wäre eher Ιεεζκηλ Ieezkēl oder Ιεχεζκηλ Iechezkēl zu erwarten. 
Das volkstümliche Lateinische Alte Testament des Mittelalters gibt den Namen des Propheten mit Hiezecihel wieder. Dabei scheinen die christlichen Übersetzer versucht zu haben, die entfallenen Kehllaute wieder einzufügen, taten dies jedoch an der falschen Stelle. Zu erwarten wäre die Transkription Ieheskel oder Ieheskiel.
Daraus entstanden die heute üblichen Umschriften Ezechiel und Hesekiel. Bei Ezechiel wird gegenüber Ιεζεκιηλ Iezekiēl auf das einleitende ι i verzichtet. Bei Hesekiel wird auch kein ι i rekonstruiert, jedoch das ursprüngliche hebräische ח ḥ als H restauriert. Die Schreibung von S statt Z für ז z und K statt Ch für ק k ist die phonetisch passendste im Deutschen. Diese Verwendung von H, S und K ist auch in den Loccumer Richtlinien so vorgesehen. Der Name Ezechiel bildet dabei eine Ausnahme.

### Nutzung der Schreibweisen in den deutschen Bibelübersetzungen
| Ezechiel                                                           | Hesekiel |
| ------------------------------------------------------------------ | --- |
| Einheitsübersetzung Züricher Bibel Gute Nachricht Bibel BasisBibel | Lutherbibel Elberfelder Bibel Schlachter-Bibel Menge-Bibel Hoffnung für alle Neues Leben Bibel Neue evangelistische Übersetzung |

## Autor und Kontext
Ezechiel, Sohn des Busi, war Kohen (Priester) (1,3 ) und gehörte zur ersten Gruppe der 598 v. Chr. unter König Nebukadnezar II. nach Babylon verschleppten Israeliten. Er war Zeitgenosse des Propheten Jeremia. Er erhielt seinen Wohnsitz in Mesopotamien am Fluss Chabur, dem heutigen Schatt-en-Nil bei Babylon. Dort begann er im Alter von 30 Jahren sein prophetisches Wirken. Insgesamt wirkte er 22 Jahre als Prophet im babylonischen Exil, vom fünften Jahr des Exils des Königs von Juda bis zum 27. Jahr des Exils.

In Israel oder Juda selbst trat er nie auf. Indizien im Buch Ezechiel weisen auf seine herausragende Bedeutung in der Diasporagemeinde hin: Sitzungen des Ältestenrates vor ihm (8,1 ) oder Ortsgespräch über ihn (33,30ff ). Ezechiel bekräftigte den Monotheismus der JHWH-Religion und prägte die Vorstellung von der Heiligkeit des Gottesnamens. Er gilt als Vater der priesterlichen Theologie. Dies zeigt sich auch in seinen klassisch priesterlichen Themen wie Reinheit und Unschuld (4,14 ). Die göttlichen Handlungen innerhalb dessen, was er als Prophetien von Jahwe von sich gab, sind häufig von Gewalt gegenüber jenen Nationen geprägt, die als Opposition zum Volk Israel verstanden werden können. (z. B. Ez 26 )
Das Grab des Propheten Hesekiel wird seit dem 10. Jahrhundert in Al-Kifl von Juden verehrt, dieses Dorf nahe der Stadt Hilla, liegt an der traditionellen Route der Haddsch-Karawanen aus den heutigen Irak und Iran. Seit dem 12. Jahrhundert lokalisieren Muslime hier das Grab des Dhu l-Kifl, worauf auch das Dorf seinen Namen bezieht und ist Teil der heutigen Al-Nuchailah-Moschee. Der Name Dhu l-Kifl bedeutet „Besitzer des Doppelten“ oder „Besitzer der Falte“ (ذو dhū „Besitzer von, Eigentümer von“ und الكفل al-kifl „doppelt, gefaltet“). Einige islamische Gelehrte haben Ezechiels Mission mit der Beschreibung von Dhu al-Kifl verglichen. Während des Exils, nach dem Fall Jerusalems im Jahr 586 v. Chr., waren Monarchie und Staat vernichtet, und politisches und nationales Leben war nicht mehr möglich. In Ermangelung einer weltlichen Grundlage wurde es notwendig, eine spirituelle zu errichten, und Ezechiel erfüllte diese Mission. In Übereinstimmung mit den beiden Teilen seines Buches sind seine Persönlichkeit und seine Predigten gleichermaßen zweifach. Zu Zeiten Saddam Husseins wurde die Stätte geschützt.

## Gliederung
Das Buch gliedert sich in vier Teile.
1. Im ersten Abschnitt von Kapitel 1 EU bis 24 EU tadelt Ezechiel das Volk wegen „Götzenanbetung“ und zahlreicher anderer Sünden. Da sich die gesamte Nation von Gott abgekehrt und den Bund mit Gott verlassen habe, prophezeit er, dass Juda fallen, Jerusalem zerstört und die Menschen in Gefangenschaft geraten würden.
2. Im zweiten Abschnitt von Kapitel 25 EU bis 32 EU prophezeit Ezechiel den Untergang der Feinde Judas: die Moabiter, Edomiter, Philister, Ammoniter, die phönizischen Städte Tyros und Sidon und die Ägypter. Das Wort geht aber nicht gegen die Babylonier. In diesem Teil wird die Allmacht und die Allgegenwart Gottes offenbart, der nicht bloß der Gott des Reiches Juda, sondern der Herr aller Nationen sei. Somit wird im zweiten Teil das im ersten Abschnitt entwickelte Thema wieder aufgegriffen und durch die Vision von Gottes Thronwagen weiter ausgeführt. Die Auferweckungsvision des Propheten Ezechiel, Alabasterrelief von Leonhard Kern aus einem Epitaph, um 1645

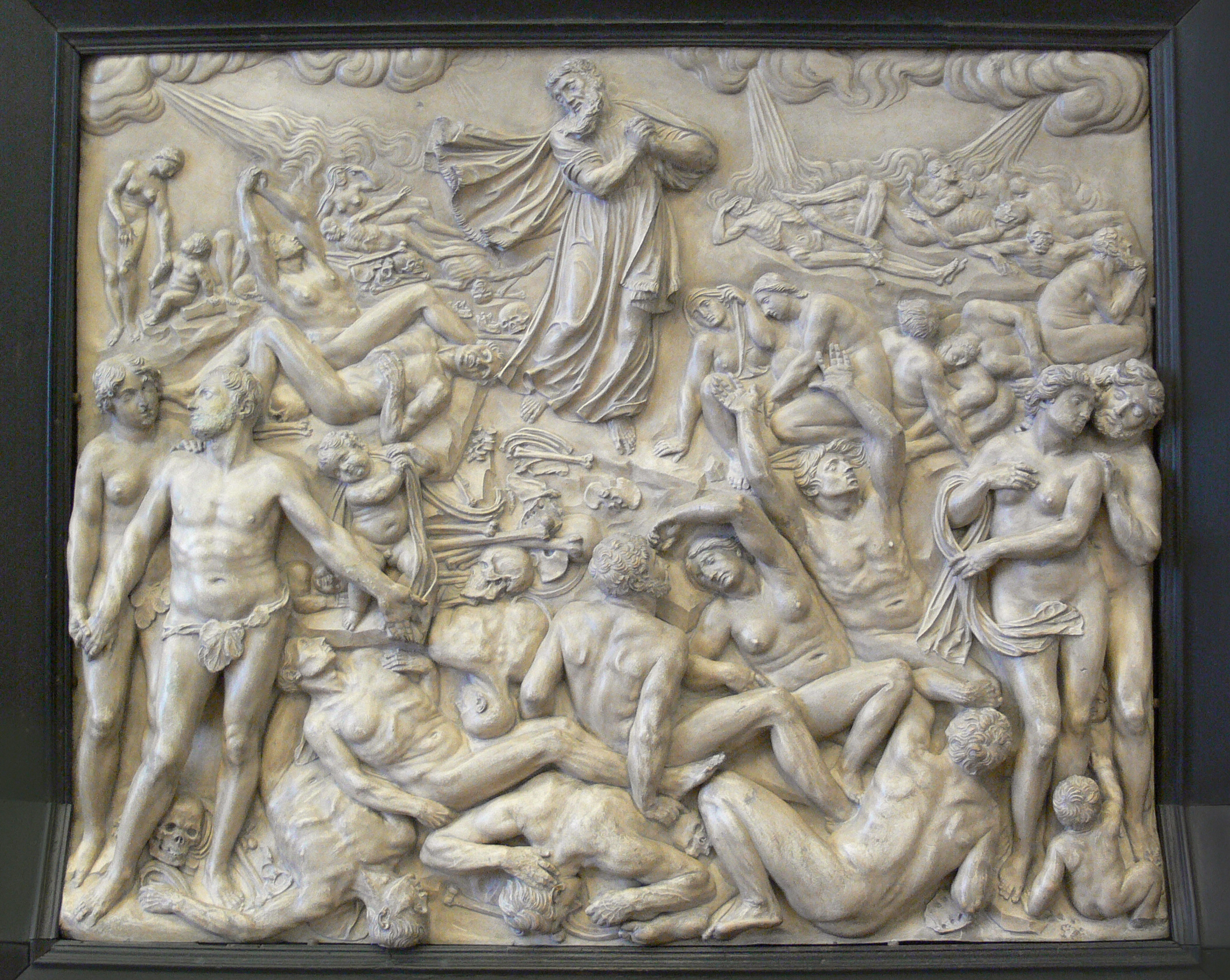
Die Auferweckungsvision des Propheten Ezechiel, Alabasterrelief von Leonhard Kern aus einem Epitaph, um 1645

3. Ezechiel spendet hingegen im dritten Abschnitt von Kapitel 33 EU bis 39 EU den Exilierten Trost. Er weissagt den Wiederaufbau Jerusalems und des Tempels und prophezeit die Rückkehr Gottes. Einer der berühmtesten Abschnitte des Alten Testaments ist Ezechiels Traum vom Tal der verdorrten Gebeine Hes 37,1-14 EU. Er veranschaulicht, dass die Gegenwart Gottes der entscheidende Unterschied zwischen den Lebenden und den Toten ist. Kapitel 38 EU und 39 EU enthalten Prophezeiungen gegen Gog und Magog.
4. Der letzte Abschnitt von Kapitel 40 EU bis 48 EU enthält eine Ankündigung des Beginns der messianischen Zeit und eine detaillierte visionäre Beschreibung eines zukünftigen, überwiegend theokratischen Gemeinwesens der Juden. Dieser Abschnitt hat christlichen Exegeten oft Probleme bereitet, da er sich nur sehr schwer mit christlichen Zukunftsvisionen vereinbaren lässt (siehe auch: Neues Jerusalem). Er wird innerhalb der christlichen Theologie unterschiedlich interpretiert (Millenarismus, Amillennialismus).

## Gottes Thronwagen
Das erste Kapitel beschreibt, wie dem Ezechiel die Herrlichkeit des Herrn auf seinem Thronwagen, der Merkaba mit den Cherubim, erscheint; dies ist bei weitem die ausführlichste derartige Beschreibung in der Bibel. Dieser Text spielt eine herausragende Rolle in der jüdischen Kabbala, in der mündlichen jüdischen Überlieferung und in der christlichen Mystik.

„4 Ich sah: Ein Sturmwind kam von Norden, eine große Wolke mit flackerndem Feuer, umgeben von einem hellen Schein. Aus dem Feuer strahlte es wie glänzendes Gold. 5 Mitten darin erschien etwas wie vier Lebewesen. Und das war ihre Gestalt: Sie sahen aus wie Menschen. […] 15 Ich schaute auf die Lebewesen: Neben jedem der vier sah ich ein Rad auf dem Boden. 16 Die Räder sahen aus, als seien sie aus Chrysolith gemacht. Alle vier Räder hatten die gleiche Gestalt. Sie waren so gemacht, dass es aussah, als laufe ein Rad mitten im andern. 17 Sie konnten nach allen vier Seiten laufen und änderten beim Laufen ihre Richtung nicht. 18 Ihre Felgen waren so hoch, dass ich erschrak; sie waren voll Augen, ringsum bei allen vier Rädern. […] 22 Über den Köpfen der Lebewesen war etwas wie eine gehämmerte Platte befestigt, furchtbar anzusehen, wie ein strahlender Kristall, oben über ihren Köpfen. […] 26 Oberhalb der Platte über ihren Köpfen war etwas, das wie Saphir aussah und einem Thron glich. Auf dem, was einem Thron glich, saß eine Gestalt, die wie ein Mensch aussah. […]“

Gemäß der Mischna  ist es nach jüdischer Überlieferung verboten, eine Person auch nur in der Einleitung des Buches Ezechiel zu unterrichten, sofern dieser Schüler nicht weise ist und fähig ist, den Stoff selbst zu verstehen.
Der Kirchenvater Hieronymus vergleicht in seinem Kommentar die augenbesetzten Räder aus Vers 18 mit der Figur des Argus Panoptes aus den griechischen Mythen.
Es wird diskutiert, ob Ezechiel in diesem Kapitel die Beobachtungen von starken Polarlichtern beschreibt, die bei starken Sonnenwinden durchaus sogar in Äquatornähe gesehen werden können, wie zum Beispiel beim Carrington-Ereignis von 1859 belegt ist.

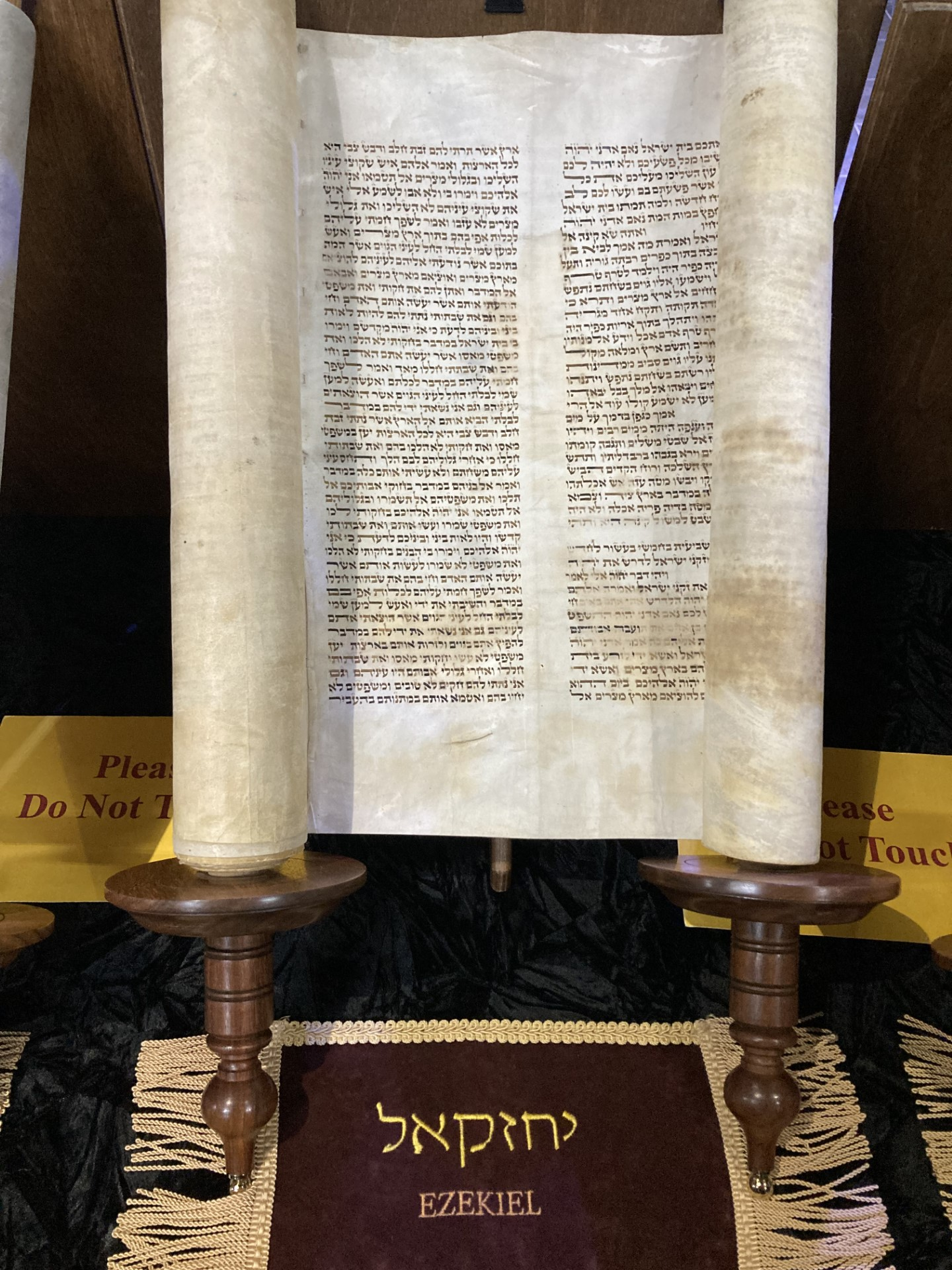
Schriftrolle des Propheten Hesekiel aus Russland, Anfang des 18. Jahrhunderts.

## Religiöse Weiterentwicklung
Während des Babylonischen Exils wurde die Religion weiterentwickelt und reformiert. Neu ist beispielsweise der ins Säkulare weisende Gedanke, dass Palast und Tempel, Politik und Religion nicht mehr eine strikte Einheit bilden sollen. Bemerkenswert ist auch, dass Ezechiel als Beispiel für Rechtschaffene allein auf Hiob, Noah und Daniel verweist.
Da der Tempelkult des Jerusalemer Tempels im Exil nicht mehr auszuüben ist, wird nunmehr gesagt, dass Gott seinem Volk in allen Ländern dient (34,11-16 ) und es heim führen wird:

„Denn so spricht Gott der Herr: Siehe, ich, ich selbst will nach meinen Schafen fragen, will nach ihnen sehen. […] sie erretten von allen Orten, wohin sie zerstreut worden sind […] ich hole sie aus den Ländern zusammen und bringe sie in ihr Land.“

Die Sippenhaftung wird endgültig abgeschafft:

„Ein Sohn soll nicht die Schuld des Vaters, noch ein Vater die Schuld des Sohnes mittragen. Nur dem Gerechten kommt seine Gerechtigkeit zugute, und nur über den Gottlosen kommt seine Gottlosigkeit.“

Die Heilsverkündung bekommt ein humanistisches Ziel:

„Habe ich etwa Wohlgefallen am Tode des Gottlosen, spricht Gott der Herr, und nicht vielmehr daran, dass er sich von seinem Wandel bekehre und am Leben bleibe?“

Engen Vorstellungen kultischer Abstammungsreinheit der Israeliten hält Ezechiel entgegen:

„So spricht Gott zu Jerusalem: Nach Herkunft und Geburt stammst du aus dem Lande der Kanaaniter, dein Vater war ein Amoriter, deine Mutter eine Hethiterin.“

Er warnt vor Arroganz und Selbstzufriedenheit:

„Du aber verließest dich auf deine Schönheit […] Und du nahmst deine Söhne und Töchter, die du mir geboren hattest, und schlachtest sie ihnen zum Fraße. […] Siehe, das war die Schuld deiner Schwester Sodom: Pracht und Überfluss und sorglose Ruhe wurden ihr und ihren Töchtern zuteil, aber sie taten dem Elenden und Armen nicht Handreichung, sondern sie wurden übermütig und verübten Greuel vor mir. […] Samaria hat nicht halb so viel gesündigt wie du. […] du sollst erkennen, dass ich der Herr bin, damit du daran denkest und dich schämest und vor Scham den Mund nicht mehr auftust, wenn ich dir alles vergebe, was du getan hast, spricht Gott der Herr.“

## Moral bei Ezechiel

### Gebote der Mitmenschlichkeit
Der Schwerpunkt der Gebote und Verbote verschob sich bei Ezechiel weg von den Tempelsatzungen und Reinheitsvorschriften hin zu gelebter Mitmenschlichkeit. Die Gebote der Mitmenschlichkeit sind bei Ezechiel:
- Soziale Satzungen: Schonung von Frauen, Elenden und Armen; dem Hungrigen Brot geben; die Nackten bekleiden
- Wirtschaftliche Satzungen: Verzicht auf Zins und Zuschlag; Fairness im Handel, d. h. Nutzung fairer und anerkannter Maßeinheiten
- Allgemeine Regeln: Unrecht vermeiden, Gerechtigkeit suchen, Reue

### Taten der Gottlosigkeit
Die Taten der Gottlosigkeit, vor denen Ezechiel warnt, sind:
- Kultische Gottlosigkeiten: „Götzendienst“, z. B. das Essen von „Götzenfleisch“ oder Verwendung von Zauberbinden für die Handgelenke; Verkehr mit Frauen im Zustand der kultischen Unreinheit; starke Entweihungen des Sabbats, Ignorierung der Propheten (verstocktes Herz); Verunreinigung des Heiligtums mit Gräueln
- Soziale Gottlosigkeiten: Ehebruch und Inzest; Bedrückung von Elenden und Armen, Schutzlosen und Fremden; Gewalt; Blutvergießen und Vernichten von Leben; Missachten von Geboten, die den Menschen am Leben erhalten; Vertreibung; Kinderopfer
- Wirtschaftliche Gottlosigkeiten: Einbehaltung von Pfandsachen; Raub, Habgier und Profitgier
- Allgemeine Gottlosigkeiten: Vertragsbruch, Betrug und Bestechung; Schadenfreude und Rachsucht

## Priesterkritik
Modern wirkt Ezechiel darin, dass er die Priesterkaste im Kapitel 34,1–5 deutlich zu kritisieren wagt:

„So spricht Gott der Herr: Wehe den Hirten Israels, die sich selbst geweidet haben! Sollten die Hirten nicht die Schafe weiden? (…) Das Schwache habt ihr nicht gestärkt, das Kranke nicht geheilt und das Gebrochene nicht verbunden; ihr habt das Versprengte nicht heim geholt und das Verirrte nicht gesucht, und das Kräftige habt ihr gewalttätig niedergetreten. So zerstreuen sich denn meine Schafe, weil kein Hirte da war.“

Damit erklärt Ezechiel die Ursachen der Diaspora.
Die Kritik Jesu an den religiösen Führern seiner Zeit, wie sie etwa in Matthäus 23  wiedergegeben wird, wirkt von Ezechiel beeinflusst.

## Landverheißung auch an Fremde
Bemerkenswert am Buch Ezechiel ist neben den Gerechtigkeitsvorstellungen auch die von ihm aus der Tora abgeleiteten Vorstellungen des Gelobten Landes. Im Kapitel 47 steht:

„Dieses Land sollt ihr nach den Stämmen Israels unter euch verteilen. Ihr sollt es als Erbbesitz verlosen unter euch und unter die Fremden, die unter euch weilen und unter euch Söhne gezeugt haben. Sie sollen euch gelten wie eingeborne Israeliten; mit euch sollen sie inmitten der Stämme Israels ihren Erbbesitz durchs Los erhalten. In dem Stamme, bei dem der Fremdling weilt, dort sollt ihr ihm seinen Erbbesitz geben, spricht Gott der Herr.“

Mit dem „Fremden“ ist hier der sogenannte Beisasse gemeint, ein nicht-jüdischer Einwohner, der sich im Herrschaftsbereich israelischer Stämme befindet und die sieben noachidischen Gebote beachtet. Das Losverfahren soll sicherstellen, dass niemand bevorzugt oder benachteiligt wird.

## Gewalt bei Ezechiel
Für Ezechiel steht das Verhältnis zwischen Gott und dem (israelitischen) Menschen im Mittelpunkt, so ist etwa das Ziel göttlicher Vergeltung oder Rache die Wiederherstellung der gestörten Glaubensordnung; es wird die Ausschließlichkeit der JHWH-Verehrung (Monolatrie bzw. Mono- oder Henotheismus) gefordert. Ezechiels literarischer Gott bedient sich zur Vermittlung häufig des Bildredens, von knappen Gleichnissen bis zu umfangreich entwickelten Allegorien.
Seine Prophetie wird detailliert beschrieben, so schildern seine Erzählungen in aller Ausführlichkeit die Vorgehensweise, Ez. 9, 4; 5 und 6):

„Und der HERR sprach zu ihm: Schreite mitten durch die Stadt, mitten durch Jerusalem, und mache ein Taw-Zeichen auf die Stirn der Männer, die seufzen und stöhnen über all die Abscheulichkeiten, die in ihr begangen werden. Zu jenen aber hörte ich ihn vor meinen Ohren sprechen: Schreitet durch die Stadt, hinter diesem her, und schlagt zu! Kalt sollen eure Augen blicken, und ihr sollt kein Mitleid haben! Greise, junge Männer und junge Frauen und Kinder und Frauen – bringt sie um, vernichtet sie! All denen aber, die das Taw-Zeichen tragen, sollt ihr euch nicht nähern. Und bei meinem Heiligtum sollt ihr beginnen. Und sie begannen mit den Männern, den Ältesten, die vor dem Haus waren.“

Der Prophet beschreibt und bringt Jahwe häufig mit gewalttätigen Handlungen am Volk Israel und den Nachbarvölkern in Beziehung. So beschreibt er etwa in Ez. 5, 13 und 5, 15, wie in seiner Vorstellung Jahwe die Bewohner Jerusalems bestraft. So steht Gewalt häufig im Mittelpunkt seiner Gottbeschreibungen; Ez. 25, 6 und 17, als er gegen die Ammoniter, gegen Moab, Edom und die Philister zu Felde zieht, um sie zu vernichten.
Er greift ferner in seinem Bestreben, das Volk Israel zum rechten Glauben zu führen, auf die Metapher der Hurerei mit anderen (fremden) Göttern zurück, die er als abwertend konnotiert, etwa Ez. 16, 25:

„An jeder Strassenecke hast du deine Kultstätte gebaut und deine Schönheit geschändet: Du hast deine Beine gespreizt für jeden, der vorüberging, und hast viel Hurerei getrieben!“

Im Verlaufe dieser Ausführungen endet die konsequente Bestrafung für dieses abtrünnige Handeln in einer Steinigung und Zerschlagung des Leichnams in viele Stücke sowie der Brand der Wohnstätten, Ez. 16, 40 und 41:

„Und sie werden eine Versammlung gegen dich heranführen und dich steinigen und dich mit ihren Schwertern in Stücke schlagen.  Und deine Häuser werden sie im Feuer verbrennen, und an dir werden sie Urteile vollstrecken, vor den Augen vieler Frauen. Und ich werde dir ein Ende bereiten, so dass du keine Hure mehr sein kannst und auch keine Geschenke mehr verteilst.“

Im Gleichnis der beiden Schwestern Ohola und Oholiba sind es zwei nur in Ez. 23 verwendete Metaphern für die als Frauen personifizierten Städte Samaria und Jerusalem, die sich durch sexuelle Untreue darstellen, deren sexuelle Bedürfnisse zum einen denunziert werden, Ez. 23, 19; 20 und 21, und letztlich in der Gottesvorstellung Ezechiels von Jahwe bestraft werden:

„Sie jedoch ging noch weiter in ihrem unzüchtigen Treiben. Sie dachte an die Tage ihrer Jugend, als sie in Ägypten Unzucht getrieben hatte. Und es erwachte in ihr die Gier nach ihren Liebhabern, deren Glieder wie die Glieder der Esel und deren Erguss wie der Erguss der Hengste waren. Du hattest nämlich das schändliche Treiben deiner Jugend vermisst, als die Ägypter nach deinen Brüsten griffen und deine jugendliche Brust streichelten.“

Und wieder folgt die göttliche Bestrafung der beiden Schwestern durch eine ausführlich geschilderte Strafe, Ez. 23, 25; 26; 27 und 28:

„Und ich werde meine Eifersucht gegen dich richten, und voller Zorn werden sie mit dir verfahren: Deine Nase und deine Ohren werden sie abschneiden, und alle, die du zurücklässt, werden durch das Schwert fallen: Sie werden es sein, die dir deine Söhne und Töchter nehmen, und was du zurücklässt, wird vom Feuer gefressen werden. Und sie werden dir die Kleider ausziehen und deine Schmuckstücke nehmen. Und deinem schändlichen Verhalten werde ich ein Ende setzen und deiner Hurerei, die du seit der Zeit im Land Ägypten getrieben hast, und du wirst nicht mehr aufblicken zu ihnen und nicht mehr an Ägypten denken.“

Im Übrigen ist Ezechiel der Prophet, der die geringste Zurückhaltung zeigt, um das Verhältnis Israels zu Jahwe mit Metaphern oder Bildern aus dem sexuellen Bereich zu beschreiben. Dabei kritisiert Ezechiel aber nicht die Einbeziehung des Sexuellen in ein Gottesbild, seine Kritik ist vielmehr die als hurerisch verstandene Hingabe Israels beziehungsweise Jerusalems an die falschen Partner, die falschen Götter. Eine Tatsache, die dann aber eine exzessive Gewalttätigkeit und Bestrafung durch Jahwe und seine ausführenden Agenturen rechtfertige.

## Gedenktage des Propheten
- koptisch: 31. März
- armenisch: 13. März, 21. Juli und 26. Dezember
- orthodox: 21. Juli und 23. Juli
- römisch-katholisch: 23. Juli
- evangelisch: 21. Juli im Kalender der Lutherischen Kirche – Missouri-Synode

## Sonstiges
Ezechiel zeigt viele Parallelen mit dem Pentateuch bzw. der Tora (z. B. Kap. 27; 28:13; 31:8; 36:11, 34; 47:13 usw.). Es besteht eine große Nähe zu den Büchern von Hosea (Kap. 37:22), Jesaja (Kap. 8:12; 29:6), mit Amos (u. a. Priesterkritik) und Jeremia (Kap. 24:7, 9; 48:37).
Die bilderreichen Prophezeiungen Ezechiels sind reich an Symbolen, Metaphern und Allegorien. Sie bieten viel Raum für fantastische Deutungen und Interpretationen bis hin zur Mystik. Da hier die Gefahr von Missinterpretation hoch ist, dürfen im Judentum nur Menschen über 30 Jahre dieses Buch lesen.  Vielleicht, soweit eine etwas randständige theologische Deutung, erklärt sich damit der Umstand, dass Jesus seine Verkündung erst nach seinem 30. Lebensjahr begann, mit Kenntnis und Deutung der letzten Propheten.
Die Wohnhöhle, in der Ezechiel gelebt haben soll, liegt in der Nähe der türkischen Stadt Ergani in der Provinz Diyarbakir, etwa 2 km jenseits des Güterbahnhofs von Ergani, der im Süden der Stadt liegt. Seit 2008 wurden zahlreiche Höhlen dieser antiken Pilgerstätte freigelegt.